# Athyrium multidentatum
Athyrium multidentatum là một loài thực vật có mạch trong họ Woodsiaceae. Loài này được (Döll) Ching miêu tả khoa học đầu tiên năm 1958.